# See Emily Play/The Scarecrow
See Emily Play/The Scarecrow è un singolo del gruppo musicale britannico Pink Floyd, pubblicato il 16 giugno 1967.

## Descrizione

### See Emily Play
Il testo della canzone parla di una ragazza che Barrett stesso ha rivelato di aver visto in una foresta mentre era sotto l'effetto di droghe allucinogene, effetto ricreato dall'atmosfera psichedelica della musica e dal testo al limite del non-sense. La ragazza, secondo quanto scritto da Nicholas Schaffner nel suo libro A Saucerful of Secrets: The Pink Floyd Odyssey, sarebbe in realtà l'artista Emily Young, figlia del barone Wayland Hilton Young, soprannominata "psychedelic schoolgirl" (studentessa psichedelica).
Nel 1971 il brano fu incluso nella raccolta Relics, distribuito per il mercato statunitense, e in Giappone era già apparsa su un album, precisamente come traccia d'apertura della versione statunitense dell'album di debutto The Piper at the Gates of Dawn. È stata in seguito inclusa anche nelle raccolte Works del 1983, Echoes: The Best of Pink Floyd del 2001 e A Foot in the Door: The Best of Pink Floyd del 2011.

### The Scarecrow
Il brano contiene lo sviluppo di alcuni temi sull'esistenzialismo, dato che in esso Syd paragona la sua esistenza a quella dello spaventapasseri (lo scarecrow), "più triste di lui, ma comunque rassegnato al suo destino". Tale tematica sarebbe divenuta in seguito un pilastro nel linguaggio lirico della band. La canzone contiene una sezione strumentale barocca in stile folk psichedelico comprendente l'utilizzo di una chitarra acustica a 12 corde e di un violoncello. La versione statunitense del singolo venne pubblicata dalla Tower Records per ben tre volte tra il luglio 1967 e la fine del 1968, ma sempre senza riuscire a replicare il successo riscosso nel Regno Unito.

## Promozione
Il singolo fu commercializzato nel 1967 e presenta una copertina raffigurante una locomotiva nera o, in alcune versioni, rosa, con un vagone di uguale colore contenente dei passeggeri che guardano fuori dai finestrini; le volute di fumo che escono dalla locomotiva contengono il titolo del primo brano.
In Italia è stato il primo disco dei Pink Floyd pubblicato, a settembre dello stesso anno, con una copertina fotografica diversa da tutte le altre versioni pubblicate nel resto del mondo, che riporta in alto il nome del complesso colorato in rosso e blu, e i titoli dei brani in basso, See Emily Play in rosso e The Scarecrow in blu; in alto a sinistra vi sono il logo e il numero di catalogo. Sul retro vi è una presentazione in italiano dei singoli componenti e del gruppo. Il singolo fu ristampato a marzo 1968, con piccole differenze nell'etichetta, in occasione dei quattro concerti al Piper Club di Roma ad aprile di quell'anno (prima esibizione dal vivo in Italia del complesso) e del Festival Pop di Roma del maggio dello stesso anno.

## Video musicale
Un primo videoclip per See Emily Play, prodotta per un cinegiornale Pathé e girata ai primi di luglio 1967, mostra la band in atteggiamento scherzoso con uno spaventapasseri in uno spazio aperto. In essa si vede Roger Waters cadere in terra come se fosse stanco e Nick Mason scambiare il cappello con quello dello spaventapasseri. Parte di questa pellicola è stata ripresa nel tour The Dark Side Roger Waters tour.
Un secondo video è stato girato nel 1968 a Bruxelles, in Belgio, con David Gilmour in sostituzione di Barrett e con Waters che canta in playback mentre suona un basso Rickenbacker con un archetto di violino.

## Tracce
Testi e musiche di Syd Barrett.
Lato A
1. See Emily Play – 2:54

Lato B
1. The Scarecrow – 2:11

## Formazione
- Syd Barrett – voce principale, chitarra principale/slide guitar
- Richard Wright – organo Farfisa, violoncello, pianoforte, cori
- Roger Waters – basso elettrico, cori
- Nick Mason – batteria, percussioni